# Centro Sperimentale Balocco
Il Centro Sperimentale Balocco (più spesso indicato semplicemente come Circuito di Balocco) è un complesso di circuiti automobilistici sito nei pressi di Balocco (VC), costruito nel 1962 dall'Alfa Romeo e oggi di proprietà di Stellantis.

## Storia
La nascita del complesso di Balocco si inquadra in un'epoca di grande espansione per l'Alfa Romeo. In quegli stessi anni, infatti, aveva inizio la costruzione dello stabilimento di Arese, che avrebbe sostituito la storica sede del Portello. Nell'ambito di questo piano di rinnovamento aziendale, i vertici della casa automobilistica ritennero opportuna la realizzazione di un tracciato dove poter collaudare le proprie vetture in autonomia e riservatezza. Fu così che, nel 1961, ebbero inizio i lavori di costruzione del complesso di Balocco.
Il centro nevralgico dell'impianto, con i principali locali di rappresentanza, venne situato nei fabbricati della Cascina Bella Luigina, un'azienda agricola già presente nel sito scelto per realizzare il circuito.

### L'impianto in origine
Il progetto originale prevedeva una pista principale (l'attuale Alfa Romeo Track), all'interno della quale realizzare anche un tracciato di durata più piccolo, oltre ad aree con pavimentazioni speciali e alla riproduzione di una strada di campagna, il tutto studiato per i collaudi delle vetture da strada della casa milanese. Il circuito misto venne realizzato ispirandosi ai tracciati facenti parte del calendario del Campionato Mondiale di Formula 1 in quegli anni: da Monza, ad esempio, vennero copiate la Curva Grande o Curvone (oggi detta curva Biassono) e la prima delle due curve di Lesmo, mentre da Zandvoort fu mutuato il disegno del tornante Hugenholtzbocht. Questo tracciato fu inaugurato ed entrò in funzione nel 1962.
Alle attività strettamente legate alla produzione in serie, per cui la pista era stata specificatamente progettata, si affiancava in passato l'attività dell'Autodelta, che a Balocco sviluppava le proprie vetture da corsa.

### Le nuove piste realizzate dalla Fiat
Quando nel 1986 il Gruppo Fiat acquistò l'Alfa Romeo, il circuito entrò in possesso della casa torinese, che iniziò a utilizzarlo anche per attività relative agli altri marchi di sua proprietà. Sotto la nuova gestione l'impianto è stato soggetto a importanti cambiamenti, che lo hanno dotato di diversi nuovi tracciati, con caratteristiche e finalità diverse. Nel 1992 è entrato in funzione l'anello di alta velocità, un triovale lungo 7,8 km, con curve sopraelevate caratterizzate da una pendenza fino al 30%, che consente velocità massime superiori ai 300 km/h, attorno al quale è stato costruito, nel 2010, un altro triovale simile ma con curve piatte, dedicato ai collaudi ad alta velocità di mezzi pesanti Iveco. Nel 1993 è entrato in funzione un altro tracciato estremamente caratteristico: il percorso Langhe. Questo non è un vero e proprio circuito da corsa, quanto più la riproduzione di una strada secondaria (ispirata proprio alla regione delle Langhe), con numerose vie di fuga e varianti che consentono di ricavare diversi percorsi. Complessivamente, il tracciato Langhe misura oltre 20,6 km, una lunghezza paragonabile a quella del Nürburgring Nordschleife; con il circuito tedesco il Langhe ha in comune anche altre caratteristiche, come i numerosi saliscendi (pendenze fino al 14%), studiati per mettere in crisi l'assetto delle vetture da collaudare. Di questo percorso fa parte anche un tratto di pavimentazioni speciali lungo 3,3 km.
A questi tracciati principali se ne affiancano diversi altri con funzioni specifiche di collaudo delle vetture:
- Pista Comfort, inaugurata nel 1999, con particolari superfici stradali studiate per il collaudo delle sospensioni;
- Pista Low Mu Track, inaugurata nel 2005, con una pavimentazione in resina a coefficiente di attrito di circa 0,2, utilizzata anche per l'omologazione di veicoli;
- Pista Off Road, realizzata nel 2006;
- Gravel Road, lunga circa 1 km con fondo in pietrisco omogeneo.
- Steering Pad, realizzato nel 2011, piazzale circolare di 80 m di diametro con una pendenza del 2% verso l'interno, realizzato con tre diversi tipi di asfalto;
- Pista Pass-by Track, utilizzata per l'omologazione dei veicoli.

### L'impianto oggi
L'impianto di Balocco è oggi uno dei principali centri di collaudo per i veicoli di Stellantis, nonché per le omologazioni di veicoli e motocicli anche di altre marche. Comprende 28 piste per un totale di 80 km e annovera ben 56 pavimentazioni speciali. Oltre all'attività di sperimentazione da parte di Stellantis, viene utilizzato per prove su strada da parte di riviste e programmi televisivi a tema automobilistico. Spesso è, inoltre, sede di manifestazioni quali raduni di auto storiche e track days, nonché di presentazioni ed eventi stampa di Stellantis.